# Шелл, Имми
Иммакулата (Имми) Шелл (нем. Immaculata „Immy“ Schell; 11 февраля 1935, Вена — 14 августа 1992, Вена) — австрийская актриса из кинематографической семьи Шелл.

## Биография
Младшая дочь австрийской актрисы Маргариты Ноэ фон Нордберг и швейцарского писателя Германа Фердинанда Шелла, Имми вслед за своими братьями Максимилианом и Карлом и сестрой Марией выбрала артистическую карьеру. Работала преимущественно на немецкоязычных сценах. Получив первую роль в фильме «Ночная сестра Ингеборг», Имми выбрала сценический псевдоним Эдит Нордберг, но спустя несколько лет вернулась к своему настоящему имени. Имми Шелл была замужем за актёром Вальтером Кохутом. Умерла от пневмонии и похоронена на венском Мауэрском кладбище рядом с супругом.

## Фильмография
- 1958: Ночная сестра Ингеборг — Nachtschwester Ingeborg
- 1958: Schwester Bonaventura
- 1958: Mädchen in Uniform
- 1959: HD-Soldat Läppli
- 1963: Barras heute
- 1979: Kassbach — Ein Porträt
- 1982: Die Erbin
- 1986: Der zweite Sieg
- 1986: Das Totenreich
- 1988: Feuersturm und Asche
- 1990: Bingo
- 1990: Lex Minister